# Dap Hartmann
Lambertus (Dap) Hartmann (Utrecht, 20 november 1960) is een Nederlandse astronoom en publicist.

## Wetenschappelijke loopbaan
Dap Hartmann studeerde sterrenkunde aan de Universiteit Leiden en promoveerde daar in 1994 bij William Butler Burton op het proefschrift The Leiden/Dwingeloo Survey of Galactic Neutral Hydrogen. Van 1994 tot 1998 was hij als visiting scientist verbonden aan het Harvard-Smithsonian Center for Astrophysics (CfA) in Cambridge (Massachusetts) in de Verenigde Staten. Daarna werkte hij als wetenschappelijk medewerker aan het Astronomisches Institut van de Universiteit Bonn en aan het Max Planck Institut für Radioastronomie in Bonn. In 2003 werd hij universitair docent innovatiemanagement en ondernemerschap aan de Technische Universiteit Delft. Sinds 2012 is hij universitair hoofddocent. In 2009, 2010 en 2012, 2013, 2014 en 2015 ontving hij de New Venture Onderwijsprijs voor het meest productieve ondernemerschapsonderwijs in Nederland. In 2010 werd Dap Hartmann verkozen als de grootste 'Entrepreneurial Motivator' van de Technische Universiteit Delft.

## Computerschaak
Samen met Peter Kouwenhoven (1959-2015) is hij de geestelijk vader van het computerschaakprogramma Dappet dat vanaf het eerste Nederlandse Kampioenschap Computerschaak (Utrecht, 1981) aan achttien opeenvolgende NK's heeft deelgenomen. Dappet deed diverse keren mee aan het Aegon mens-computer toernooi, waar prominente schakers de strijd aanbonden met computers. Zo speelde Dappet onder andere tegen Max Pam (1989, 1990 en 1992), Jannes van der Wal (1992), Nana Ioseliani (1993), Gert Ligterink (1994), Tim Krabbé (1994), Zsuzsa Polgar (1995), Rob Hartoch (1996) en Sofia Polgar (1996). In 1988 deed Dappet mee aan het achtste micro-wereldkampioenschap in Almería (Spanje), en in 1989 aan het zesde wereldkampioenschap computerschaak in Edmonton (Canada). Van 1987 tot 1989 was Hartmann bestuurslid van de Computerschaak Vereniging Nederland en van 1989 tot 1994 was hij hiervan de voorzitter.

## Journalistiek
Voor de wetenschapsbijlage van NRC Handelsblad schreef Dap Hartmann tussen 2000 en 2001 een twintigtal artikelen over uiteenlopende onderwerpen. Voor opinieweekblad Opinio schreef hij 9 kritische bijdragen over de vaak ongelukkige symbiose tussen politieke besluitvorming, technologie en maatschappelijke vraagstukken. Zijn laatste bijdrage verscheen vanwege het faillissement van Opinio in HP/De Tijd. Op 18 september 2010 gaf Dap Hartmann de Anton Constandselezing met als titel 'De Rijkdom der Verbeelding. Vrijheid van Denken, Spreken en Handelen'. Van 2004-2018 schreef hij een maandelijkse column voor Delta, de universiteitskrant van de Technische Universiteit Delft.

## Radiowerk
Voor de VPRO-radio maakte Hartmann tussen 2001 en 2002 vier wetenschapsdocumentaires voor het programma Noorderlicht:
- Granulair Gas, 11 sept 2001[1]
- Windenergie, 30 okt 2001[2]
- Cryptografie en Privacy, 19 mrt 2002[3]
- Schoon Afval, 23 juli 2002[4]

## Trivia
Dap Hartmann stond model voor de uit Sydney afkomstige jongere collega van Max Delius, de hoofdpersoon uit De Ontdekking van de Hemel van Harry Mulisch die astronomisch onderzoek doet bij de radiosterrenwacht in Dwingeloo (pagina 310). Op voordracht van Dap Hartmann werd een planetoïde die sinds zijn ontdekking in 1971 bekendstond als 'nummer 10251' door de International Astronomical Union (IAU) omgedoopt tot 'planetoïde Mulisch'. Eveneens werd op zijn voordracht de in 1973 ontdekte planetoïde 12640 door de International Astronomical Union (IAU) omgedoopt tot 'Reinbertdeleeuw'.

## Publicaties en lezingen
- The Leiden/Dwingeloo Survey of Galactic Neutral Hydrogen (proefschrift), 1994, Universiteit Leiden
- Atlas of Galactic Neutral Hydrogen, met W.B. Burton, Cambridge University Press, ISBN 0-521-47111-7
- Kennis in een notendop, 2005, Bert Bakker, ISBN 90 351 2984 9
- Over de grens. Klassieke muziek na 1900 (met Reinbert de Leeuw), Prometheus, ISBN 9789044651225
- De armen van de inktvis (redactie), 2005, Prometheus, ISBN 90 446 0495 3
- De wolf van Nederland (redactie), 2022, Prometheus, ISBN 9789044650563
- Het motorzijspan van Willem Frederik Hermans (eindredactie), Mokken, ISBN 9789492349002
- Het universum van Willem Frederik Hermans (eindredactie), De Harmonie, ISBN 9789463361644
- The Cyclic Nature of Innovation: Connecting Hard Sciences with Soft Values, met Guus Berkhout, Patrick van der Duin en Roland Ortt, Advances in the Study of Entrepreneurship, Innovation and Economic Growth, Vol.17, 2007, Elsevier - Amsterdam, ISBN 978-0-7623-1336-5
- Managing Technology Entrepreneurship and Innovation, met Paul Trott, Patrick van der Duin, Victor Scholten en Roland Ortt, 2016, Routledge - London, ISBN 9780415677226
- Anton Constandse Lezing

- Bibliothèque nationale de France: cb134935038 (data)
- CiNii: DA10507461
- DBLP: 20/8828
- International Standard Name Identifier: 0000 0001 1439 1573
- Library of Congress Control Number: nr91000892
- Nationale Bibliotheek van Tsjechië: ntk20201073091
- Nationale Bibliotheek van Israël: 987007421634005171
- Nederlandse Thesaurus van Auteursnamen: 124671640
- Système universitaire de documentation: 050304437
- Virtual International Authority File: 19833272
- WorldCat: E39PBJrWwQ9fGJRW6XwRRM6R8C